# Ince-in-Makerfield
Ince-in-Makerfield è un paese di 10 185 abitanti della contea della Greater Manchester, in Inghilterra, già comune fino al 1974.